# Jhumpa Lahiri
Jhumpa Lahiri  (* 11. července 1967 Londýn) je indicko-americká autorka. Její debutová sbírka povídek s názvem Tlumočník nemocí (1999) vyhrála v roce 2000 Pulitzerovu cenu a její první román, Jmenovec (2003) se dočkal i stejnojmenného filmového zpracování.

## Život
Jhumpa Lahiiri se narodila 11. července 1967 v Londýně v rodině bengálských imigrantů. Jhumpa je jen její přezdívka, její rodné jméno je Nilanjana Sudeshna. Vyrůstala na Rhode Islandu, ale často s rodiči jezdívala do Kalkaty. V roce 2001 se Jhumpa Lahiri provdala a nyní žije s manželem a jejich dvěma dětmi v Brooklynu.

## Dílo
Hlavní tématem autorčiných povídek a románu je život indických imigrantů. Její dílo je z velké části autobiografické.
- Tlumočník nemocí (Interpreter of Maladies, 1999) – sbírka povídek
- Nezvyklá země (Unaccustomed Earth, 2008) – sbírka povídek
- Jmenovec (The Namesake, 2003) – román